# Выборы в ландтаг Шлезвиг-Гольштейна (2009)
Выборы в Ландтаг Шлезвиг-Гольштейна 17-го созыва прошли одновременно с выборами в Бундестаг 2009 года, 27 сентября 2009 года. Они были досрочными, проводимыми после распада большой коалиции ХДС и СДПГ в июле 2009 года в результате вотума доверия, проведенного премьер-министром Петером Харри Карстенсеном (ХДС).

## Предвыборная ситуация
На выборах в Ландтаг 20 февраля 2005 года коалиционное правительство федеральной земли под руководством Хайде Симонис потеряло доверие населения, что выразилось в потере СДПГ влияния в Ландтаге. Ни СДПГ и Зелёные, ни ХДС и СДП не смогли сформировать коалицию, основанную на их собственном большинстве. Союз южношлезвигских избирателей набрал 3,6 % голосов и получил два места в Ландтаге. СДПГ и Зелёные начали переговоры о коалиции с целью формирования земельного правительства, которое бы в Ландтаге поддержал и Союз южношлезвигских избирателей. Требуемое большинство в 35 мандатов для формирования земельного правительства было получено, так что на учредительной сессии Ландтага 17 марта 2005 года для избрания Симонис в качестве премьер-министра потребовались все голоса от СДПГ, Зелёных и СЮИ.
Хайде Симонис не набрала большинства во время четырёх голосований, потому что при голосовании воздержался по крайней мере один депутат от СДПГ, Зелёных и СЮИ. Сессия закончилась, ХДС и СДПГ начали переговоры с целью формирования большой коалиции во главе с Петером Харри Карстенсеном (ХДС). 27 апреля 2005 года Карстенсен был избран новым премьер-министром Ландтагом федеральной земли Шлезвиг-Гольштейн при поддержке голосов ХДС и СДПГ. Министр образования Уте Эрдсик-Раве (СДПГ) стала заместителем премьер-министра.
После того, как 24 марта 2007 года министр внутренних дел Ральф Штегнер принял на себя председательство в земельном отделении СДПГ, политический климат в большой коалиции ухудшился. В мае Штегнер выступил с критикой совместных решений правительства о жесткой экономии и призвал к смягчению уже проведенных сокращений заработной платы среди служащих государственного сектора. Кризис коалиции в конечном итоге закончился тем, что Штегнер уступил. В сентябре 2007 года Штегнер вновь усилил свою критику, после чего ХДС обвинил его в политике конфронтации и потребовал, чтобы он покинул правительство. Штегнер выполнил требование, уйдя с поста министра внутренних дел 15 января 2008 года и вместо этого заняв пост лидера фракции своей партии в Ландтаге.
В сентябре 2008 года Штегнер был избран партийным отделением СДПГ в качестве лидера фракции партии на выборах в Ландтаг в 2010 году. В апреле 2009 года в коалиции прошла дискуссия о досрочных выборах, в которой партнеры по коалиции снова упрекали друг друга. Премьер-министр Карстенсен оказался под давлением в рядах своей партии, особенно из-за его антикризисной политики в отношении Hamburg Commercial Bank Nordbank, которому пришлось обеспечить миллиардные гарантии от федеральных земель Шлезвиг-Гольштейн и Гамбург. Дебаты пошли на убыль, и коалиция согласовала очередную дату новых выборов — 9 мая 2010 года.
Из-за экономического и финансового кризиса и бедственного положения Nordbank в июне 2009 года в коалиции возобновились споры, когда правительство обсуждало пакет мер жесткой экономии. ХДС призвал к более жестким сокращениям, чем СДПГ, а также к введению понятия долгового тормоза в конституцию федеральной земли. 21 июня обе стороны достигли соглашения и тем самым предотвратили разрыв коалиции на время. В середине июля ей предстояло пройти очередное испытание на выносливость: Карстенсен заявил, что спорные премии генеральному директору Nordbank были одобрены СДПГ. В СДПГ это отрицали.
15 июля в связи с возобновившимися спорами парламентская группа ХДС решила разорвать коалицию с СДПГ и потребовать роспуска Ландтага. Социал-демократы отклонили этот план 20 июля, который не получил необходимого большинства в две трети голосов. Вслед за этим премьер-министр Карстенсен в конце 21 июля уволил министров СДПГ из правительства и провел вотум о доверии Ландтагу. Голосование по нему состоялось 23 июля. Карстенсен проиграл при его подавляющем большинстве, тем самым открыв дорогу новым выборам, которые были назначены на 27 сентября, то есть одновременно со всеобщими выборами в Германии.

## Лидеры партийных фракций на выборах
Премьер-министр Карстенсен снова баллотировался в качестве лидера фракции ХДС, СДПГ возглавил лидер её парламентской группы в Ландтаге и председатель партийного отделения в федеральной земле Ральф Штегнер. Лидером фракции свободных демократов стал Вольфганг Кубикки. Зелёные вступили в избирательную кампанию под руководством двух лидеров: Моники Хайнольд и Роберта Хабекка. Лидером Союза южношлезвигских избирателей на выборах стала Анке Споорендонк.

## Предвыборные опросы
В следующей таблице показаны последние опросы общественного мнения перед выборами в Ландтаг в сравнении с фактическими результатами выборов.
| Источник                    | Дата       | ХДС    | СДПГ   | СДП    | Зелёные | Левые | СЮИ   | Прочие |
| --------------------------- | ---------- | ------ | ------ | ------ | ------- | ----- | ----- | ------ |
| Amtliches Endergebnis       | 27.09.2009 | 31,5 % | 25,4 % | 14,9 % | 12,4 %  | 6,0 % | 4,3 % | 5,5 %  |
| Forsa                       | 19.09.2009 | 31 %   | 26 %   | 16 %   | 11 %    | 6 %   | 5 %   | 5 %    |
| Forschungsgruppe Wahlen     | 18.09.2009 | 32 %   | 27 %   | 14 %   | 12 %    | 7 %   | 4 %   | 4 %    |
| Infratest dimap             | 16.09.2009 | 33 %   | 24 %   | 14 %   | 13 %    | 6 %   | 5 %   | 4 %    |
| Infratest dimap             | 11.09.2009 | 33 %   | 24 %   | 15 %   | 12 %    | 8 %   | 4 %   | 4 %    |
| Infratest dimap             | 04.09.2009 | 33 %   | 24 %   | 16 %   | 14 %    | 7 %   | 3 %   | 3 %    |
| Institut für Marktforschung | 24.07.2009 | 32 %   | 23 %   | 17 %   | 15 %    | 5 %   | 4 %   | 4 %    |
| Infratest dimap             | 18.07.2009 | 36 %   | 24 %   | 15 %   | 14 %    | 5 %   | 3 %   | 3 %    |
| Psephos                     | 18.07.2009 | 39 %   | 25 %   | 14 %   | 11 %    | 4 %   | 4 %   | 3 %    |
| Forsa                       | 17.07.2009 | 38 %   | 27 %   | 14 %   | 8 %     | 5 %   | 4 %   | 4 %    |

## Официальные результаты
| Партия  | Вторые голоса (2009) | % (2009) | % (2005) | Изменение в % | Мест (2009) |
| ------- | -------------------- | -------- | -------- | ------------- | ----------- |
| ХДС     | 505.612              | 31,5 %   | 40,2 %   | ▼8,7          | 34          |
| СДПГ    | 407.643              | 25,4 %   | 38,7 %   | ▼13,3         | 25          |
| СДП     | 239.338              | 14,9 %   | 6,6 %    | ▲8,3          | 14          |
| Зелёные | 199.367              | 12,4 %   | 6,2 %    | ▲6,2          | 12          |
| Левые   | 95.764               | 6,0 %    | 0,8 %    | ▲5,2          | 6           |
| СЮИ     | 69.701               | 4,3 %    | 3,6 %    | ▲0,7          | 4           |
| Пираты  | 28.837               | 1,8 %    |          |               |             |
| ▲1,8    |                      |          |          |               |             |
| СИ      | 16.362               | 1,0 %    |          |               |             |
| ▲1,0    |                      |          |          |               |             |
| НДПГ    | 14.991               | 0,9 %    | 1,9 %    | ▼1,0          |             |
| ПСГ     | 12.310               | 0,8 %    | 0,8 %    | ▲0,0          |             |
| ППГ     | 10.165               | 0,6 %    |          |               |             |
| ▲0,6    |                      |          |          |               |             |
| ППП     | 2.467                | 0,2 %    |          |               |             |
| ▲0,2    |                      |          |          |               |             |
| ИПГ     | 849                  | 0,1 %    |          |               |             |
| ▲0,1    |                      |          |          |               |             |
| Всего   | 1.603.406            | 73,6 %   | 66,5 %   | ▲7,1          | 95          |

Прямые мандаты по избирательным округам

Явку избирателей на государственных выборах в 2005 и 2009 годах можно сравнивать лишь в ограниченной степени, поскольку выборы в Бундестаг, проходивщшие в одно и то же время (как и в случае с 2009 годом), обычно способствуют более высокой явке.

## Проблема земельного избирательного права
В федеральной земле Шлезвиг-Гольштейн действует пропорциональная избирательная система. Из 69 мест 40 считаются прямыми мандатами. Кроме того, существует 11 накладных мандатов (для ХДС), и 14 или 20 компенсационных мандатов, в зависимости от толкования формулировки закона о выборах. Ещё один мандат был добавлен для обоих случаев, поэтому в Ландтаге было нечетное количество мест. Как и ожидалось перед выборами в Ландтаг в 2009 году, толкование закона о выборах о большинстве в Ландтаге стало решающим.

Явка избирателей по избирательным округам

16 октября 2009 года избирательная комиссия федеральной земли приняла решение об официальном окончательном результате интерпретации, которая предполагает существование 14 компенсационных мандатов. Председатель избирательной комиссии и представители ХДС и СДП (3 голоса) проголосовали за, остальные члены проголосовали против (2 голоса) или воздержались (2 голоса). Таким образом, в Ландтаге стало 95 мест, что привело к большинству ХДС и СДП: они получили 49 из 95 мест, хотя процент голосов, отданных за эти две партии вместе взятых, был меньше, чем у СДПГ, Зелёных, Левых и СЮИ вместе взятых. Альтернативное решение касательно существования 20 компенсационных мандатов означало бы, что у них не будет большинства в Ландтаге.
Против результата можно было обратиться в Конституционный суд федеральной земли. Зеленые и СЮИ подали иск против распределения мандатов, Левые присоединились к нему после первого заседания нового состава Ландтага. Слушание прошло 28 июня 2010 года в Конституционном суде федеральной земли Шлезвиг-Гольштейн. Результат был оглашен 30 августа 2010 года: Закон о выборах был признан неконституционным и должен был быть изменён до 31 мая 2011 года, а следующие выборы должны быть проведены не позднее 30 сентября 2012 года. Предыдущее распределение мест в Ландтаге, избранном в 2009 году, осталось в силе. 7 июня 2011 года земельное правительство назначило новые выборы на 6 мая 2012 года. В избирательный закон были внесены изменения уже 25 марта 2011 года, чтобы следующие выборы могли пройти в соответствии с конституцией.

### Создание коалиции
Распределение мест с 95 мандатами, официально закреплённое избирательной комиссией федеральной земли 16 октября 2009 года, сделало возможными следующие коалиции:
- Формирование коалиции между ХДС и СДП с первоначальным большинством в 49 мест, которая была окончательно реализована в конце октября. Переговоры о создании коалиции начались 8 октября, через полторы недели после окончания выборов. Соглашение между партиями было достигнуто к 17 октября, в этот же день было подписано коалиционное соглашение, одобренное съездами партий ХДС и СДП 24 октября. Переизбрание Карстенсена премьер-министром и назначение новых земельных министров состоялось 27 октября, в день учредительного заседания Ландтага нового созыва.
- Продолжение большой коалиции между ХДС и СДПГ также было бы возможным (79 мест), но она была невозможной из-за разногласий между Петером Харри Карстенсеном (ХДС) и Ральфом Штегнером (СДПГ). До и после результатов выборов Карстенсен поддерживал коалицию между ХДС и СДП, потому что, по его мнению, с её помощью можно было добиться большего.
- Другая возможная коалиция с арифметическим большинством: ХДС, Зелёных и СЮИ не рассматривалась в качестве варианта, потому что ХДС и СДП решили сформировать совместную коалицию[18][19].

Распределение мест со 101 мандатом, при котором все накладные мандаты ХДС были бы сбалансированы и которое было указано в качестве альтернативы в конституционном иске касательно результатов выборов, означало бы, что коалиция между ХДС и СДП не могла бы иметь большинства (у них было бы всего 50 мест).

## Пересчет голосов в избирательном округе Хузум 3
При повторном подсчете бюллетеней в избирательном округе Хузум 3, запрошенном Левыми в январе 2010 года, было обнаружено, что Левые получили 41 второй голос на выборах в Ландтаг в этом округе, а не 9, как было зарегистрировано к окончанию выборов. Из-за этого результата СДП потеряла свой 15-й мандат в Ландтаге в пользу Левых, в результате чего правящая коалиция ХДС/СДП имела только большинство в один голос. Карьера депутата от СДП Кристина Мускулус-Штанке, которой пришлось уступить свое место Бьёрну Торое от Левых, пострадала от потери мандата.